# Donsiella anglica
Donsiella anglica är en kräftdjursart som beskrevs av Gilbert Henry Hicks 1988. Donsiella anglica ingår i släktet Donsiella och familjen Laophontidae. Inga underarter finns listade i Catalogue of Life.